# Holoparamecus velutinus
Holoparamecus velutinus is een keversoort uit de familie zwamkevers (Endomychidae). De wetenschappelijke naam van de soort is voor het eerst geldig gepubliceerd in door Tapan Sen Gupta + Pal.